# Briaco eremita
Briaco (... – Arles, 627) è stato un monaco cristiano irlandese, venerato come santo.

## Agiografia
Briaco (in gaelico Briac) era un nobile irlandese che a un certo punto abbandonò la sua isola per diventare monaco nel Galles sotto la direzione di san Tugdual.
Ordinato sacerdote, accompagnò il suo mentore con un gruppo di settanta monaci in Armorica, presso il re Deroch per evangelizzare il nord della Bretagna. I monaci irlandesi fondarono un monastero, attorno al quale sorse col tempo una città. Questa città prese poi il nome di Bourbriac ovvero "Borgo di Briaco".
Il monaco desideroso di solitudine e contemplazione non rimase a lungo nel monastero e si ritirò infatti in una foresta.
Il suo eremo divenne meta di pellegrinaggi.
Briaco compì diversi miracoli, tra i quali si ricordano la guarigione di un ammalato che guarì dopo avere indossato l'abito del santo, la liberazione di un ossesso, la guarigione di un uomo morso da un serpente.
Verso l'anno 550, Briaco costruì un oratorio in un luogo chiamato "La Cappella" che fu l'origine della cittadina Saint-Briac-sur-Mer.
Dopo essere stato benedetto da papa Pelagio II, Briaco morì ad Arles nel 627.

## Culto
San Briaco è venerato come santo; la Chiesa cattolica lo ricorda il 17 dicembre. Il santo è invocato contro il mal di testa e l'epilessia.